# Televiziune pe internet
Televiziunea pe internet (sau televiziunea online, în engleză: streaming television) este distribuirea digitală a conținutului programelor de televiziune prin intermediul internetului. Spre deosebire de alte sisteme de televiziune (televiziunea terestră, televiziunea prin cablu, televiziune prin satelit, IPTV etc.) care transportă doar semnal video și audio, televiziunea pe internet transportă și alte tipuri de date. Este numită uneori și web television, deși această expresie este folosită de obicei pentru a descrie un gen de emisiuni TV difuzate numai online.

## Istoric
Mijlocul anilor 2000 a fost începutul programelor de televiziune ce devenit disponibil prin Internet. ITunes a început să ofere programe și seriale de televiziune selectate în 2005, disponibile pentru descărcare după plată directă. Site-ul de distribuire video YouTube a fost lansat și în 2005, permițând utilizatorilor să partajeze programe de televiziune postate ilegal. Câțiva ani mai târziu, rețelele de televiziune și alte servicii independente au început să creeze site-uri în care emisiuni și programe ar putea fi transmise online. Amazon Video a început în Statele Unite ca Amazon Unbox în 2006, dar nu a lansat în întreaga lume până în 2016. Netflix, un site creat inițial pentru închirieri și vânzări de DVD-uri, a început să ofere conținut de streaming în 2007. În 2008 a fost lansat Hulu, deținut de NBC și Fox, urmat de TV.com în 2009 și deținut de CBS. Playerele media digitale au început, de asemenea, să devină disponibile pentru public în această perioadă. Apple TV de primă generație a fost lansat în 2007, iar în 2008 a fost anunțat primul dispozitiv de streaming de generație Roku. Versiunea Amazon a unui player media digital, Amazon Fire TV, nu a fost oferită publicului până în 2014. Aceste playere media digitale au continuat să fie actualizate și au fost lansate noi generații. Accesul la programele de televiziune a evoluat de la accesul la calculator și televiziune, la cel de a include și dispozitive mobile cum ar fi smartphone-uri și tablete. Aplicațiile pentru dispozitive mobile au început să devină disponibile prin magazinele de aplicații în 2008. Aceste aplicații mobile permit utilizatorilor să vizualizeze conținut de pe dispozitivele mobile care acceptă aplicațiile. În 2017, YouTube a lansat YouTube TV, un serviciu de streaming care permite utilizatorilor să vizioneze programe de televiziune live de pe canale de cablu sau de rețea populare și să înregistreze emisiuni în flux oriunde, oricând. După 2010, furnizorii tradiționali de televiziune prin cablu și prin satelit au început să ofere servicii precum Sling TV, deținută de Dish Network, care a fost dezvăluită în ianuarie 2015. DirecTV, un alt furnizor de televiziune prin satelit, a lansat propriul serviciu de streaming, DirecTV Now, în 2016. Smart TV-urile au preluat piața televiziunii după 2010. Începând cu anul 2015, Smart TV-urile sunt singurul tip de televiziune de la calitate medie, la televiziune de ultimă generație. Începând cu anul 2017, 28% dintre adulții americani menționează serviciile de streaming ca mijloc principal de vizionare, iar 61% dintre aceștia, între 18 și 29 de ani, o menționează drept principala lor metodă. Începând cu anul 2018, Netflix este cea mai mare rețea de televiziune de streaming din lume și cea mai mare companie media și de divertisment din lume cu 117 milioane de abonați înregistrați contra plată, precum și cu venituri și limite de piață.

## Caracteristici
Spre deosebire de IPTV sau televiziunea IP care presupune transmiterea semnalului TV prin intermediul protocoalelor de comunicare de internet (IP), televiziunea pe internet este o tehnologie de tip over-the-top  (OTT), un serviciu de livrare conținut multimedia, (video on demand, live streaming) și alte tipuri de date pe internet, fără implicarea directă a unui furnizor de servicii Internet, în controlul sau distribuirea conținutului. 
Televiziunea pe internet poate fi recepționată fie prin conexiune directă la un smart TV, set-top box, calculator PC sau un dispozitiv portabil cum ar fi un smartphone, tabletă sau consolă de jocuri.

## Vezi și
- Cloud computing
- Content delivery network
- Internet prin satelit
- IPTV
- Multicast
- Netflix
- P2PTV
- Pay-per-view
- Podcast
- Radio pe internet
- Streaming
- Video on demand
- Vlog
- Istoria televiziunii
- Televiziune
- Televiziune prin cablu
- Televiziune prin satelit
- Televiziune terestră
- Televiziune digitală
- Televiziune digitală prin cablu
- Televiziune digitală terestră
- Televiziune digitală terestră (DVB-T2)
- Televiziunea digitală terestră în România
- Televiziunea analogică terestră în România
- Televiziunea digitală terestră în Republica Moldova
- Televiziunea în România
- Televiziunea în Republica Moldova

## Legături externe
- List of Internet television providers